# Koidu (Viljandi)
Koidu is een plaats in de Estlandse gemeente Viljandi vald, provincie Viljandimaa. De plaats heeft de status van dorp (Estisch: küla).
Tot in 2017 lag het dorp in de gemeente Tarvastu. In dat jaar ging Tarvastu op in de gemeente Viljandi vald.

## Bevolking
Het dorp had 66 inwoners op 31 december 2011 en 70 inwoners op 31 december 2021.

## Ligging
Koidu ligt ten westen van de vlek Mustla. De secundare weg Tugimaantee 52, van Viljandi naar Rõngu, loopt langs de noordgrens van het dorp.

## Geschiedenis
Koidu werd in 1977 afgesplitst van het dorp Kuressaare. In dat jaar werd ook het buurdorp Riibu bij Koidu gevoegd.